# Barbara Czopek
Barbara Czopek, po mężu Dobrucka (ur. 1 września 1931 w Warszawie, zm. 27 października 1993) – polska koszykarka i siatkarka, mistrzyni i reprezentantka Polski.

## Kariera sportowa

### Koszykówka
Była zawodniczką AZS Warszawa i od 1954 AZS-AWF Warszawa. W 1953, 1954, 1955, 1956, 1958, 1960, 1961 i 1962 zdobyła mistrzostwo Polski, w 1957 i 1959 wicemistrzostwo Polski. W latach 1950–1955 wystąpiła w 57 spotkaniach reprezentacji Polski seniorek. Dwukrotnie zagrała na mistrzostwach Europy (1950 – 6 m., 1952 – 5 m.).

### Siatkówka
W 1949 wystąpiła w reprezentacji Polski na akademickich mistrzostwach świata, zagrała wówczas w czterech spotkaniach, zdobywając brązowy medal. W barwach AZS Warszawa zdobyła mistrzostwo Polski w 1948 i brązowy medal mistrzostw Polski w 1950.